# Exeunte iam anno
Exeunte iam anno (en español: "Terminando ya el año") es la trigésimo primera encíclica del papa León XIII, del 25 de diciembre de 1888, en la cual se dirige a todos los obispos y fieles de la Iglesia católica, con ocasión del final del año en el que se cumplía el 50 aniversario de la ordenación sacerdotal del papa.

## Antecedentes
El 31 de diciembre de 1837 recibió la ordenación sacerdotal Giochino Pecci, futuro papa León XII, por tanto, ese mismo día de 1887, se celebraron las bodas de oro sacerdotales del papa. Considerando las muestras de afecto recibidas por este motivo, el papa publicó el 1 de abril de 1888 la encíclica Quod anniversarius, dirigida a toda la Iglesia, en ella da gracias a Dios por las expresiones de afecto y unidad con la Santa Sede que ha podido comprobar. En esa encíclica expone su deseo de que esos sentimientos se extiendan a toda la Iglesia, también a los hermanos separados.
A largo del año 1888, el papa se había referido en distintos momentos a este aniversario, dando especiales gracias a Dios, también -considerando que había cumplido ya 78 años- por la confianza que le ha mostrado dándole una larga vida. En su encíclica In plurimis, del 5 de mayor de 1888, considera que, entre las mayores muestras de cariño recibidas, le conmueve especialmente la que le ha llegado de Brasil, por las personas que sometidas a esclavitud han sido puestas en libertad; con ese motivo manifiesta su deseo y confianza en que se culmine en ese país la abolición de la esclavitud.
Acercándose el final del año en que se ha cumplido el quincuagésimo aniversario de su ordenación sacerdotal, el papa dirige su mirada a los bienes celestiales recibidos durante ese año, y mira hacia el futuro, señalando los bienes que se alcanzarán si todos los cristianos actúan de acuerdo con su fe; a este fin dirige a toda la Iglesia esta encíclica.

## Contenido de la encíclica
Exeunte iam anno, cum natalem sacerdotii quinquagesimum, singulari munera beneficioque divino, incolumes egimus, sponte respicit mens Nostra spatium praeteritorum mensium, plurimumque totius huius intervalli recordatione delectatur.
Al terminar el año en que, por singular don y beneficio de Dios, celebramos sanos y salvos el quincuagésimo aniversario de nuestro sacerdocio, nuestra alma recorre naturalmente con el pensamiento los últimos meses y se complace en recordar todo este tiempo.

Conmueve al papa ver cómo ese aniversario de su ordenación, que directamente solo a él concierne, ha dado lugar a tantas muestras de afecto y unión con la Sede Apostólica; lo ha agradecido a Dios y ha procurado agradecerlo a quienes correspondía, pero ahora considera que debe procurar que lo que empezó bien alcance un final feliz. Por esto, se ha esforzado en exponer los puntos de la doctrina que le parecían más necesarios en cada momento, de modo que conociendo la verdad se huya de los errores. Pero aceptar la verdad no basta, recuerda que 

para merecer bien el nombre de cristiano, además de la profesión de fe, es necesario el ejercicio de las virtudes cristianas, de las que depende no sólo la salvación eterna del alma, sino también la verdadera prosperidad social y la tranquilidad de los la sociedad civil.

Señala el papa cómo las costumbres públicas y privadas discrepan de los preceptos evangélicos, cómo está presente la triple concupiscencia de la que habla San Juan; la codicia hace olvidar a los más necesitados. Abundan los incentivos al vicio, mediante lecturas y juegos inmorales, e incluso las artes y la educación de los jóvenes se pervierte y se silencian las enseñanzas religiosas. Estos males aquejan a la sociedad humana en la que repercuten las plagas del socialismo, comunismo y nihilismo; impera así un materialismo incapaz de poner freno al egoismo y la codicia; de este modo no hay poder en el mundo que pueda referenar estas pasiones, si al mismo tiempo se repudia la ley de Dios.

Tal es ciertamente la tendencia de nuestra época. Sin embargo, hay algo que Nos consuela a la vista de los males presentes y que eleva Nuestro espíritu a felices esperanzas para el futuro. En efecto, "Dios creó todas las cosas para que existieran, e hizo curables a las naciones de todo el mundo" Pero así como este mundo solo puede ser preservado por la voluntad y la providencia de Aquel que lo creó, así también los hombres solo pueden ser curados por la virtud de Aquel que los redimió.

Esta esperanza se encuentra en el corazón de los creyentes. La defensa de la fe conduce también a la realización de la comunidad cristiana y sostiene la vida cristiana;  esto requiere un gran esfuerzo y todos los hombres arraigados en la fe cristiana están llamados a emprender esta lucha contra las pasiones y concupiscencias, apoyándose para ello en la gracia de Dios. Por esto, lo mismo que se pide a Dios el pan de cada día, también se le debe pedir  fuerza y vigor al alma para que se consolide la práctica de la virtud.

Nada es más eficaz para obtener gracias que las buenas oraciones, ya que contienen aquellos motivos por los cuales Dios se deja apaciguar y conmover más fácilmente. En la oración alejamos nuestro espíritu de las cosas terrenales y, atraídos en el pensamiento a la contemplación de Dios solo, somos conscientes de la debilidad humana: por eso descansamos en la bondad y el abrazo de nuestro Padre, y buscamos refugio en el poder del Creador.

Concluyendo la encíclica el papa se dirige a los obispos y sacerdotes, en cuanto Dios los ha elegido como colaboradores en la administración de los misterios e investidos de poder divino. Les recuerda que Cristo les llama "luz del mundo"; les recuerda el efecto que tiene el ejemplo de su vida en los demás fieles; la lucha por librar el corazón de todad codicia, les dará un celo generoso por la salud de todas las almas.
Esta lucha por vivir las virtudes es el camino seguro para la salvación de la sociedad, pero el papa, señala que hay que evitar el desánimo ante la magnitud de las dificultades, o al comprobar que el mal persiste. Dios siempre premia las buenas obras; además la historia muestra que las sociedades que han caído en la injusticia, aunque aparezcan próspera, tarde o temprano sufren el castigo debido a sus injusticias. En este sentido el papa manifiesta el consuelo que proporcionan las palabras del Apóstol Pablo:

"Todo es vuestro, vosotros de Cristo, Cristo de Dios". Lo cual quiere decir que por disposición misteriosa de la providencia divina se rige y rige el curso de las cosas mortales, de tal manera que lo que acontece a los hombres se subordina a la gloria de Dios, y así mismo las obras de los que siguen a Jesucristo con sinceridad y de todo corazón conducen a la salvación.

Este año que ha dado tantas señales de que la fe vuelve a los corazones, el papa desea y así pide al Señor que calme los vientos y el mar encrespado en que navega la barca de la Iglesia, y que "los hombres movidos por la gracia restauren en sus corazones la piedad hacia Dios, la justicia y caridad hacia el prójimo, y la templanza hacia sí mismos, con pleno dominio de la razón sobre la codicia";  así vendrá su reino sobre toda la humanidad.